# Sezen Aksu
Sezen Aksu (tur. Fatma Sezen Yıldırım; rođena 13. jula 1954) je turska pevačica pop muzike, autor pesama i producent. Popularna je, kako u Turskoj, tako i u inostranstvu. Prodala je preko 40 miliona albuma. Neki njeni nadimci su "Kraljica turskog popa" i "Mali vrabac" (Minik Serçe).
Uticaj Sezen Aksu na tursku pop muziku, kao i svetsku muziku, nastavio se od njenog debitovanja 1975. godine, a ojačan je saradnjom sa brojnim muzičarima, kao što su Sertab Erener, Şebnem Ferah, Aşkın Nur Yengi, Hande Yener i Levent Yüksel. Rad Sezen Aksu sa Tarkanom rezultovao je pojavom hitova kao što su "Şımarık" i "Şıkıdım". Saradnja Sezen Aksu sa Goranom Bregovićem povećala je njenu međunarodnu popularnost. Sezen Aksu je potpisnik više pesama estradnih umetnika na prostorima bivše Jugoslavije. Autor je Cecine pesme "Zaboravi", koja predstavlja srpsku verziju pesme "Değer Mi?". Komponovala je i pesmu "Tridesete", koja se nalazi na novom Severininom albumu "Zdravo Marijo".

## Spoljašnje veze
- Zvanični sajt
- Sezen Aksu na sajtu  (jezik: engleski)